# Non-Stop (film)
A Non-Stop 2014-ben bemutatott brit–francia–amerikai–kanadai akcióthriller, melyet Jaume Collet-Serra rendezett. A főszerepben Liam Neeson és Julianne Moore látható.
Az Amerikai Egyesült Államokban 2014. február 28-án mutatták be, Magyarországon február 27-én a Pro Video Film & Distribution Kft. forgalmazásában.

## Cselekménye
|  | Alább a cselekmény részletei következnek! |

Bill Marks (Liam Neeson) szövetségi légi marsall a New York és London közötti non-stop járaton. Békés, nyugodt útnak néz elébe, de közel sem így van, amikor zsaroló SMS-t kap a titkos vonalon a telefonján: a fedélzeten 20 percenként meg fognak ölni egy utast, ha egy bizonyos svájci bankszámlára nem utalnak át 150 millió dollárt.  Marks kétségbe esik, és ő az egyedüli, aki az utasok életéért aggódik. Pánik tör ki a fedélzeten, amikor kiderül az utasok számára a helyzetük. Senki nem hisz Marksnak, még a kollégái sem, mert a bankszámla Marks nevére szól. Marks – aki elvált, leukémiában elhunyt 8 éves kislánya halálát évek óta nem tudja feldolgozni, és alkoholista – kézbe veszi az ügyet, és megpróbálja kideríteni, hogy ki az elkövető...
Spoiler: több ember is benne volt az elkövetők közt.
|  | Itt a vége a cselekmény részletezésének! |

## Szereplők
| Színész          | Szerep                             | Magyar hang     |
| ---------------- | ---------------------------------- | --------------- |
| Liam Neeson      | William „Bill” Marks, légi marsall | Csernák János   |
| Julianne Moore   | Jen Summers                        | Spilák Klára    |
| Michelle Dockery | Nancy Hoffman, utaskísérő          | Németh Borbála  |
| Nate Parker      | Zack White, utas                   | Renácz Zoltán   |
| Linus Roache     | David McMillan kapitány            | Kárpáti Levente |
| Scoot McNairy    | Tom Bowen, utas                    | Rajkai Zoltán   |
| Corey Stoll      | Austin Reilly, utas                | Gacsal Ádám     |
| Lupita Nyong’o   | Gwen Lloyd                         | Czető Zsanett   |
| Anson Mount      | Jack Hammond ügynök                | Varga Gábor     |